# 大崎一万発
大崎 一万発（おおさき いちまんぱつ、本名:大崎 雄大（おおさき たけひろ）、1968年7月15日 - ）は、高知県高岡郡檮原町出身のパチプロ、タレント、元雑誌編集者。
パチンコ・パチスロ系YouTubeチャンネル「まんぱつ」では、独自の視点からパチンコ業界を語る動画投稿も行っている。
「パチンコ滅亡論」などの著書が有る。

## 略歴
土佐高校を卒業後、早稲田大学（社会科学部）3年の終わりからパチプロとして活動していたが、パチンコやその他で借金を抱えた状況になっていた。卒業間近に知り合いからパチンコの開店プロを紹介され、サラリーマンでは不可能な高額収入が可能でしがらみも少ないことから、高知新聞など数社からもらった内定を全て辞退し、大学卒業後は開店プロの道に進む。
1992年にアルバイトとして白夜書房の『パチンコ必勝ガイド』編集部に入り、最終的には同誌の編集長を務める。2003年6月に白夜書房を退社し、フリーとなる。フリーとなった後も沖ヒカルと『仏桑華狂光会』を立ち上げ大崎は名誉会長に就任するなど白夜書房が発行している『パチスロ必勝ガイド』の企画には参加していた。
白夜書房在籍中から『トゥナイト』（テレビ朝日）のパチンコ特集で出演したのを皮切りに数多くのパチンコ・パチスロ番組に出演し、フリーとなってからもスカパー!のパチンコ専門チャンネルを中心にレギュラー番組を持つなど多数出演している。『TVチャンピオン』（テレビ東京）で行われた「パチプロ王決定戦」で個人として2連覇のち第3回はチーム戦で優勝、計3連覇している。

## 人物
- ペンネームは1991年に初めてのテレビ出演をきっかけに末井昭が「芸名つけたほうがいいな。単純に一万発だったら景気いいだろ。じゃあ一万発にすればいいじゃん」といい、名付けた。
- 大学の同級生で同じクラスだったパチンコライターのヒロシ・ヤングと共に業界の重鎮と位置づけられ、番組で共演する機会も多い[3]。
- 遊技機メーカーやホールなどパチンコ業界に対しても厳しい視線を向けており、是々非々の立場で業界の進展に寄与している[4]。
- 基本的にパチンコ・スロットはギャンブルではなく、あくまでゲームだというスタンスである[4]。だからこそ節度ある遊びとして認知して欲しいという趣旨の元、書籍の出版などにも非常に積極的である。

## 主な出演番組

### 放送・配信中の番組
- 万発・ヤングのパチンコロックンロールDX（パチンコ★パチスロTV!、2008年10月 - ）
- 万発・ヤングのわかってもらえるさ（パチ・スロ サイトセブンTV、2012年1月 - ）
- ハセガワヤングマン（パチンコ★パチスロTV!、2018年5月 - ）
- ひとり万発（ぴーすとらいくの放送室/YouTube、2018年8月 - ）[5]
- パチンコ滅亡論（パチ・スロ サイトセブンTV、2020年4月 - ）
- 万発のパチンコ移行論withダイヤ（ネクストゾーンチャンネル、2021年１月- → パチンコ移行論ch、2022年3月-）
- みんなのパチンコフェス2023（2023年11月3日、日本遊技機工業組合／KIBUN PACHI-PACHI委員会）[6]

### 過去の出演番組
- 〜明日も絶対〜パチるん?・埼玉版（テレビ埼玉他、2006年4月 - 12月）
- ああ極楽!湯けむりパチンコ旅（MONDO TV、2007年1月 - 6月）
- 大・川・ヒロシのだって打ちたいんだもん（パチ・スロ サイトセブンTV、2008年4月 - 2009年3月）
- 万発&ヤングのらぶパチレイディオ（らぶパチ、2008年4月 - 2013年5月） ※インターネットラジオ、終了後はツイキャスによる個人配信で継続
- 大川ヒロシZ（パチ・スロ サイトセブンTV、2009年4月 - 2011年9月）
- 原口あきまさの今がぱちドキッ!（TOKYO MX他、2010年7月 - 2015年9月）
- 万発・ヤング・ういち ホール実戦! 風に吹かれて（寄席チャンネル、2012年5月 - 2013年2月）
- 第1回ゲストは大崎一万発（パチンコ★パチスロTV!、2012年7月 - 2013年12月）
- 万発・ヤングの今がぱちドキッ！（ジャンバリ.TV、2017年5月 - 2018年4月）
- もっと風に吹かれて。→もうちょっと風に吹かれて。→あるていど風に吹かれて。→どこまでも風に吹かれて。（2013年3月 - 2020年7月、パチ・スロ サイトセブンTV）
- パチってる場合ですよ!（2014年1月 - 2021年9月、パチンコ★パチスロTV!）

## 著書
- パチンコのすべて―サルでもわかるココだけの話―（2012年、主婦の友社）※POKKA吉田との共著
- 沖スロで喰う！！（2015年、ガイドワークス）※沖ヒカルと共監修
- 大崎一万発とヒロシ・ヤングがスロ術&スロガイのライターでもオモロいことしてみた!（2017年、ガイドワークス、共著：ヒロシ・ヤング）
- パチンコ滅亡論（2019年、扶桑社）※ヒロシ・ヤングとの共著
- パチンコ崩壊論（2021年、扶桑社）※ヒロシ・ヤングとの共著